# Ejektion
Ejektion (lateinisch ejectio „Auswurf, Vertreibung“, von eicere „auswerfen, herauswerfen, ausstoßen“) ist im Vulkanismus neben der Effusion einer der beiden Haupttypen von Vulkanausbrüchen.
Bei der Ejektion kommt es zum explosiven Auswurf von Gesteinsmaterial (Tephra, sowohl Nebengestein als auch magmatisches Material), verbunden mit starker Gasförderung. Die Gewalt der verursachenden explosiven vulkanischen Tätigkeit hängt sowohl von der Menge der freigesetzten Gase als auch von der Viskosität des Magmas und dessen mineralischer Zusammensetzung ab. Ejektive Tätigkeit tritt nur bei bestimmten Vulkantypen auf, etwa bei Schlacken- und Aschenvulkanen, Schichtvulkanen und Maaren.